# ジェイ・トリアーノ
ハワード・ジェームズ・トリアーノ（Howard James Triano、1958年9月21日 - ）は、カナダ・オンタリオ州ティルソンバーグ出身のバスケットボール指導者。カナダ代表ヘッドコーチとシャーロット・ホーネッツのアシスタントコーチを務めている。

## 選手時代
サイモンフレーザー大学在学時の1978年からカナダ代表としてプレーしていたトリアーノは、1981年のNBAドラフトでロサンゼルス・レイカーズから179位で指名されるも、トレーニングキャンプの段階で解雇。トリアーノは地元カナダのマイナーリーグやメキシコなどでプレー。1985年から1年間はフェネルバフチェ・ユルケルでプレーしたこともあったものの、結局NBAの舞台に辿り着くことは出来なかった。

## コーチ歴
1988年、30歳の時にトリアーノは選手生活に区切りを付け、コーチ業を開始。母校サイモンフレーザー大学のヘッドコーチを1995年まで務める。
2002年にトロント・ラプターズのアシスタントコーチに就任。2008年12月4日、当時のサム・ミッチェルヘッドコーチが解任されたのに伴い、ヘッドコーチに昇格。リーグ初のカナダ人ヘッドコーチとして注目されたが、同シーズンは25勝40敗と悪い流れを変えることは出来ず、2009-10シーズンも40勝42敗、更にクリス・ボッシュを失った2010-11シーズンは22勝60敗に終わり、シーズン終了後に退任。フロントに転出し、球団副社長を務めた。
2012年8月17日、ポートランド・トレイルブレイザーズのアシスタントコーチに就任。デイミアン・リラード、C・J・マッカラム、メイヤーズ・レナードら若手選手の育成に尽力した。
2016年5月18日、フェニックス・サンズのアソシエイトコーチに就任。2017年10月22日に、アール・ワトソンヘッドコーチが解任されたのに伴い暫定ヘッドコーチに昇格した。

## 代表コーチ歴
1998年にカナダ代表のヘッドコーチに就任。2000年のシドニーオリンピック出場に導き7位入賞を果たすも、2004年に解任。北京オリンピックではアメリカ代表のアシスタントコーチを務め、金メダルを獲得。2012年からは再びカナダ代表のヘッドコーチを務めている。